# Ramsnase

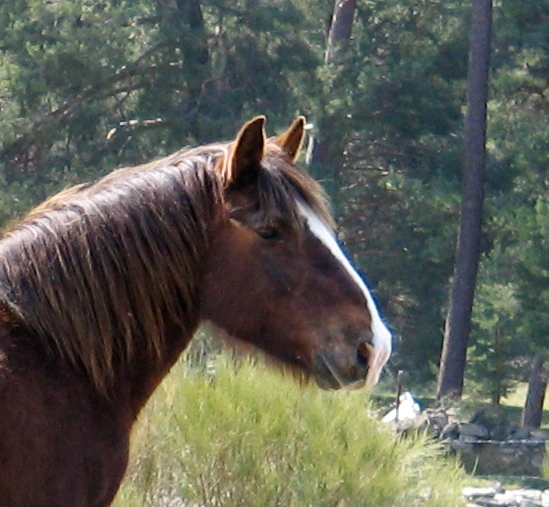
Pferd mit Ramsnase

Als Ramsnase wird eine starke konvexe Wölbung der Schädelform des Nasenrückens bei verschiedenen Säugetieren bezeichnet.

## Verbreitung
Die Ramsnase ist oft bei Schafen und Pferden zu finden, das Gegenteil wird als „Hechtkopf“ bezeichnet. Bei Schafen ist die Ramsnase weit verbreitet. Beispiele sind Rassen wie das Gescheckte Bergschaf, das Hissarschaf oder das Mongolenschaf.